# Viveca Paulin
Viveca Birgitta Paulin (født 24. april 1969 i Askim) er en svensk skuespillerinde, der giftede sig med den amerikanske komedie skuespiller Will Ferrell i august 2000.
Parret har sammen tre børn, Magnus Paulin Ferrell, født 7. marts 2004, Mattias Paulin Ferrell, født 30. december 2006 og Axel Paulin Ferrell, født 23. januar 2010.
Paulin har optrådt i diverse små roller i både film og og i fjernsynet, inkluderende A Night at the Roxbury.